# Rezi, Zala
Rezi  este un sat în districtul Keszthely, județul Zala, Ungaria, având o populație de 1.163 de locuitori (2011). 

## Demografie
Componența etnică a satului Rezi
     Maghiari (93,32%)
     Germani (3,29%)
     Romi (2,74%)
     Necunoscut (0,37%)
     Bulgari (0,27%)
     Alții (0,37%)
Componența confesională a satului Rezi
     Romano-catolici (72,48%)
     Fără religie (4,82%)
     Reformați (2,24%)
     Necunoscută (19,17%)
     Alte religii (2,67%)
Conform recensământului din 2011, satul Rezi avea 1.163 de locuitori. Din punct de vedere etnic, majoritatea locuitorilor (93,32%) erau maghiari, existând și minorități de germani (3,29%) și romi (2,74%). Apartenența etnică nu este cunoscută în cazul a 0,37% din locuitori.  Din punct de vedere confesional, majoritatea locuitorilor (72,48%) erau romano-catolici, existând și minorități de persoane fără religie (4,82%) și reformați (2,24%). Pentru 19,17% din locuitori nu este cunoscută apartenența confesională.